# Cyrtandra heteronema
Cyrtandra heteronema är en tvåhjärtbladig växtart som beskrevs av Margaret Clark Gillett. Cyrtandra heteronema ingår i släktet Cyrtandra och familjen Gesneriaceae. Inga underarter finns listade i Catalogue of Life.